# Contee del Vermont
Questa è una lista delle 14 contee del Vermont, negli Stati Uniti d'America. Queste contee insieme contengono 255 entità politiche o luoghi, tra cui 237 towns, 9 città, 5 aree prive di personalità giuridica e 4 aree prive di personalità giuridica amministrate direttamente dallo stato. 

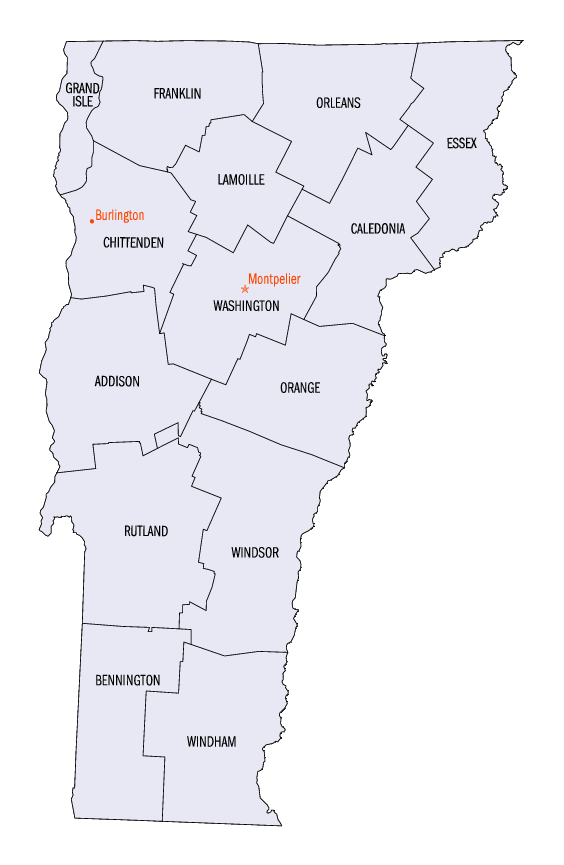
Contee del Vermont

Ogni regione ha un capoluogo di contea, spesso indicato come "shire town."

## Storia
Nel 1779, il Vermont aveva due contee. Il versante occidentale c'era la Bennington County ad orientale il Cumberland County. Nel 1781, la Cumberland County è stata suddivisa in tre contee nel Vermont, più un'altra contea col nome Washington County (non la moderna Washington County) che alla fine divenne parte del New Hampshire. 
Oggi la contea di Washington è stata conosciuta come Jefferson County dalla sua creazione nel 1810 fino a quando è stato rinominato nel 1814.
Essex County, Orleans County e la Caledonia County sono comunemente note come "Northeast Kingdom".

## Lista
| Nome       | Codice FIPS | Capoluogo di contea     | Data di fondazione                              | Origine                                                 | Etimologia                                                                                         | Popolazione | Superficie            | Densità abitanti | Mappa |
| ---------- | ----------- | ----------------------- | ----------------------------------------------- | ------------------------------------------------------- | -------------------------------------------------------------------------------------------------- | ----------- | --------------------- | ---------------- | ----- |
| Addison    | 001         | Middlebury              | 1785                                            | Da parte di Rutland.                                    | Joseph Addison (1672–1719), un politico e scrittore inglese.                                       | 37.035      | 770 sq mi (1,995 km²) | 48,08            |       |
| Bennington | 003         | Bennington e Manchester | 1779                                            | Una delle due contee originali.                         | Benning Wentworth (1696–1770), il governatore coloniale del New Hampshire (1741–1766).             | 36.317      | 676 sq mi (1,751 km²) | 54,43            |       |
| Caledonia  | 005         | St. Johnsbury           | 1792                                            | Da parte di Orange.                                     | Nome latino della Scozia.                                                                          | 30.780      | 651 sq mi (1,686 km²) | 380.75           |       |
| Chittenden | 007         | Burlington              | 1787                                            | Da parte di Addison.                                    | Thomas Chittenden (1730–1797), primo governatore del Vermont (1791–1797).                          | 161.382     | 539 sq mi (1,396 km²) | 61,47            |       |
| Essex      | 009         | Guildhall               | 1792                                            | Da parte di Orange.                                     | Essex, una contea in Inghilterra.                                                                  | 6.163       | 665 sq mi (1,722 km²) | 576,09           |       |
| Franklin   | 011         | St. Albans (città)      | 1792                                            | Da parte di Chittenden.                                 | Benjamin Franklin (1706–1790), uno dei padri fondatori più critici degli Stati Uniti.              | 48.799      | 637 sq mi (1,650 km²) | 39,26            |       |
| Grand Isle | 013         | North Hero              | 1802                                            | Da parte di Chittenden e Franklin.                      | Isola più grande del Lake Champlain.                                                               | 6.861       | 83 sq mi (215 km²)    | 289,50           |       |
| Lamoille   | 015         | Hyde Park (town)        | 1835                                            | Da parte di Chittenden, Franklin, Orleans e Washington. | La Mouelle (senso the seagull), nominato da esploratore francese Samuel de Champlain (~1570–1635). | 25.235      | 461 sq mi (1,194 km²) | 115,39           |       |
| Orange     | 017         | Chelsea                 | 1781                                            | Da parte di Cumberland County (attuale Windham) .       | Principe William (1650–1702) di Orange.                                                            | 28.899      | 689 sq mi (1,785 km²) | 704,35           |       |
| Orleans    | 019         | Newport (città)         | 1792                                            | Da parte di Chittenden e Orange.                        | Città di Orléans, Francia.                                                                         | 27.100      | 697 sq mi (1,805 km²) | 82,03            |       |
| Rutland    | 021         | Rutland (city)          | 1781                                            | Da parte di Bennington.                                 | Town di Rutland, Massachusetts.                                                                    | 59.736      | 932 sq mi (2,414 km²) | 647,54           |       |
| Washington | 023         | Montpelier              | 1810                                            | Da parte di Chittenden, Caledonia e Orange.             | George Washington (1732–1799), primo Presidente degli Stati Uniti (1789–1797).                     | 58.612      | 690 sq mi (1,787 km²) | 289,09           |       |
| Windham    | 025         | Newfane                 | 1779 (come Cumberland County) (rinominato 1781) | Una delle due contee originali.                         | Town di Windham, Connecticut.                                                                      | 43.386      | 789 sq mi (2,044 km²) | 4.813,49         |       |
| Windsor    | 027         | Woodstock               | 1781                                            | Da parte di Cumberland County (attuale Windham) .       | Town di Windsor, Connecticut.                                                                      | 55.737      | 971 sq mi (2,515 km²) | 203,76           |       |